# William Feller
William Feller (ur. jako Vilibald Srećko Feller, 7 lipca 1906 w Zagrzebiu, zm. 14 stycznia 1970 w Nowym Jorku) – amerykański matematyk chorwackiego pochodzenia. 
Autor prac z zakresu teorii prawdopodobieństwa i jej zastosowań. W 1950 roku odkrył rozkład geometryczny. Profesor Uniwersytetu Princeton. Członek Narodowej Akademii Nauk w Waszyngtonie. Napisał pracę Wstęp do rachunku prawdopodobieństwa. W 1969 roku został odznaczony National Medal of Science, nagrodą naukową przyznawaną przez prezydenta Stanów Zjednoczonych.